# De Babysmurf
De Babysmurf is het twaalfde stripalbum uit de reeks De Smurfen. Dit is het eerste verhaal waarin de Babysmurf voorkomt. Naast het titelverhaal bevat het album ook de verhalen De Knutselsmurf, Smurfenverf en Feest bij de Smurfen. Het album werd voor het eerst uitgegeven in 1984 bij Dupuis. In 2011 verscheen een vernieuwde versie bij Standaard Uitgeverij, met nieuwe belettering en een opnieuw ingekleurde kaft met nieuw logo.
Het titelverhaal is gebaseerd op een aflevering uit 1983 van de tekenfilmreeks van Hanna-Barbera. De Babysmurf werd hier geïntroduceerd om nieuwe verhaallijnen te kunnen aanboren. Het verhaal haakt in op het traditioneel aan jonge kinderen vertelde verhaal dat baby's worden gebracht door een ooievaar (zie ook "Ooievaars en kinderen").

## De verhalen

### De Babysmurf
Als het op een nacht blauwe maan is, komt een ooievaar een geheimzinnig pakketje afgeven in het Smurfendorp. Het blijkt een Babysmurf te zijn. Alle Smurfen sluiten de baby meteen in hun harten, tegelijk vragen ze zich af waar hij precies vandaan komt. Brilsmurf hoopt dat de Grote Smurf het antwoord hierop weet. Grote Smurf zegt alleen dat dit soort dingen wel vaker gebeuren als het blauwe maan is.
Wat later komt de ooievaar terug met een brief: de Babysmurf moet terug mee met hem, zijn komst was een vergissing. Alle Smurfen zijn diepbedroefd maar leggen zich erbij neer, behalve de Moppersmurf, die besluit om met Babysmurf het bos in te vluchten. Moppersmurf is echter totaal niet gewoon om met baby's om te gaan. Noodgedwongen moet hij uiteindelijk weer terug naar het dorp, waar de ooievaar de baby meeneemt.
Als het enige tijd later 's nachts opnieuw blauwe maan is, komt de ooievaar onverwacht toch terug met de baby. Hij heeft ook een nieuw briefje bij zich: toen zijn opdrachtgevers hoorden wat de Moppersmurf had gedaan en hoe bedroefd ook alle andere Smurfen waren omdat Babysmurf terug naar zijn "makers" moest, werd besloten om de baby maar alsnog aan de Smurfen te geven.

### De Knutselsmurf
Alle Smurfen knutselen. De Knutselsmurf is daarin de bedrijvigste; hij vindt een boormachine uit. Zijn demonstratie draait echter uit op een compleet fiasco; een taart die de Smurfin ter gelegenheid van Grote Smurfs verjaardag heeft gebakken, wordt in een doorboorde bakvorm gegoten. 
Ook Gargamel ontpopt zich als een knutselaar: hij probeert een Smurfenvanger te bouwen, maar het apparaat explodeert vrijwel meteen weer.

### Smurfenverf
De Smurfen verven vol tegenzin hun afgebladderde huizen. Knutselsmurf vindt een verfspuit uit die het werk voor iedereen lichter maakt. 
Intussen heeft Gargamel een speciale verf uitgevonden die onzichtbaar maakt. Hij beschildert zichzelf hiermee en vindt zo ongezien twee smurfen in het bos. Die leiden hem onbewust naar het dorp, waar hij de Smurfen begint te vangen. Met behulp van de verfspuit kan Knutselsmurf Gargamel weer zichtbaar maken. Gargamel is hierdoor tijdelijk verblind en vlucht het Smurfendorp uit. Even verderop valt hij in een beekje zodat alle verf van hem afspoelt, ook de onzichtbaar makende toververf. 
Terug in zijn kasteel is Gargamel nog kwader op de Smurfen dan eerst. Hij besluit zich om te toveren tot een draak. Maar net als hij in zijn toverboek hiervoor de juiste formule heeft gevonden stoot hij de overgebleven onzichtbaarheidsverf om, die precies op het toverboek valt dat daardoor onzichtbaar wordt.

### Feest bij de Smurfen
Gargamel komt er bij toeval achter dat de Smurfen een feest aan het voorbereiden zijn, door een stukje confetti uit het Smurfendorp dat precies bij hem binnenwaait. Hij verzint een nieuwe list om in het Smurfendorp te infiltreren; hij verkleedt zich als konijn, in de hoop dat de Smurfen hem als vriend zullen uitnodigen. 
De Smurfen hebben zijn slechte vermomming echter direct in de gaten en besluiten hem een lesje te leren. Nadat Gargamel eerst door een paar Smurfen naar het dorp is gelokt krijgt hij een pot stijfsel over zich heen, zodat hij zich niet meer kan bewegen. Terwijl hij onbeweeglijk midden in het Smurfendorp staat, wordt hij door alle Smurfen bespot. De Koksmurf bekogelt hem met een taart. Maar dan begint het onverwachts te regenen en het stijfsel stroomt weer van Gargamel af. Knutselsmurf weet de situatie uiteindelijk alsnog te redden.

## Tekenfilmversies
In het stripverhaal van De Babysmurf wordt nergens duidelijk wie per vergissing de ooievaar met Babysmurf naar de Smurfen stuurde. In de tekenfilmversie van dit verhaal, Eens met blauwe maan, is sprake van een "babycentrale". Ook is het in die versie een brief van de Smurfin aan de babycentrale die Babysmurf uiteindelijk terug bij de Smurfen brengt; in het stripverhaal heeft de ooievaar zelf voor de terugkomst gezorgd. Gargamel komt daarnaast niet voor in de tekenfilm; in het stripverhaal heeft hij wel een kleine bijrol.
Ook in de tekenfilmserie bestaat een verhaal met als titel De Babysmurf. Hier is het echter Gargamel die zich omtovert tot Babysmurf en zich aldus toegang verschaft tot het Smurfendorp.
De tekenfilmversie van Feest bij de Smurfen heet Het Smurfencarnaval. De Smurfen zoeken een konijn om een praalwagen voort te trekken. Gargamel komt vermomd als konijn tevoorschijn, waarna hij de praalwagen vol Smurfen verder trekt. Grote Smurf zorgt uiteindelijk dat Gargamel door een groep wolven wordt verjaagd.